# Llera (Badajoz)
Llera es un municipio español, perteneciente a la provincia de Badajoz en la comunidad autónoma de Extremadura. 

## Situación
Está situado en el extremo noroccidental de la comarca de la Campiña Sur y ocupa un punto de adscripción concreta difícil de establecer con precisión, correspondiente a un área en la que aquella se solapa con la Tierra de Barros, el Señorío de Feria, y las sierras de Hornachos. 
Tiene como foco de importancia más cercano a Llerena, a cuyo  Partido judicial pertenece.
Su término municipal limita con el de Hinojosa del Valle, Usagre, y Valencia de las Torres.
El terreno es predominantemente seco y descarnado de vegetación, con presencia de algunas encinas, olivares y viñas, y sobre todo, matorral.

## Significado y raíz etimológica
La palabra "llera" designa a un cantinzal, a un lugar cubierto de cantos pétreos o guijarros. Este término viene de la evolución patrimonial del latín "glarèa" (grava o lugar cubierto de grava), vieja voz técnica testimoniada desde Catón (s. III-II a. C.). Parece que esta palabra podría contener la misma raíz que la palabra latina "granum" (grano), sólo que con una disimilación de la sonante (gra- gla-), ante la presencia de un sufijo -ro, mientras granum llevaría un sufijo -no. La voz granum es un vocablo técnico agrícola, cuya raíz es compartida únicamente por otras lenguas itálicas y célticas, y posiblemente bálticas o eslavas, pero que el griego, por ejemplo desconoce al menos con este sentido. Pokorny lo relaciona con la misma raíz indoeuropea ger- (madurar, envejecer, a veces grano), que es la misma a que se vincula la palabra griega "géron" γερών (anciano), pero esto no tiene una aceptación unánime, que granum pueda asociarse a esta misma raíz, es algo muy dudoso.

## Historia

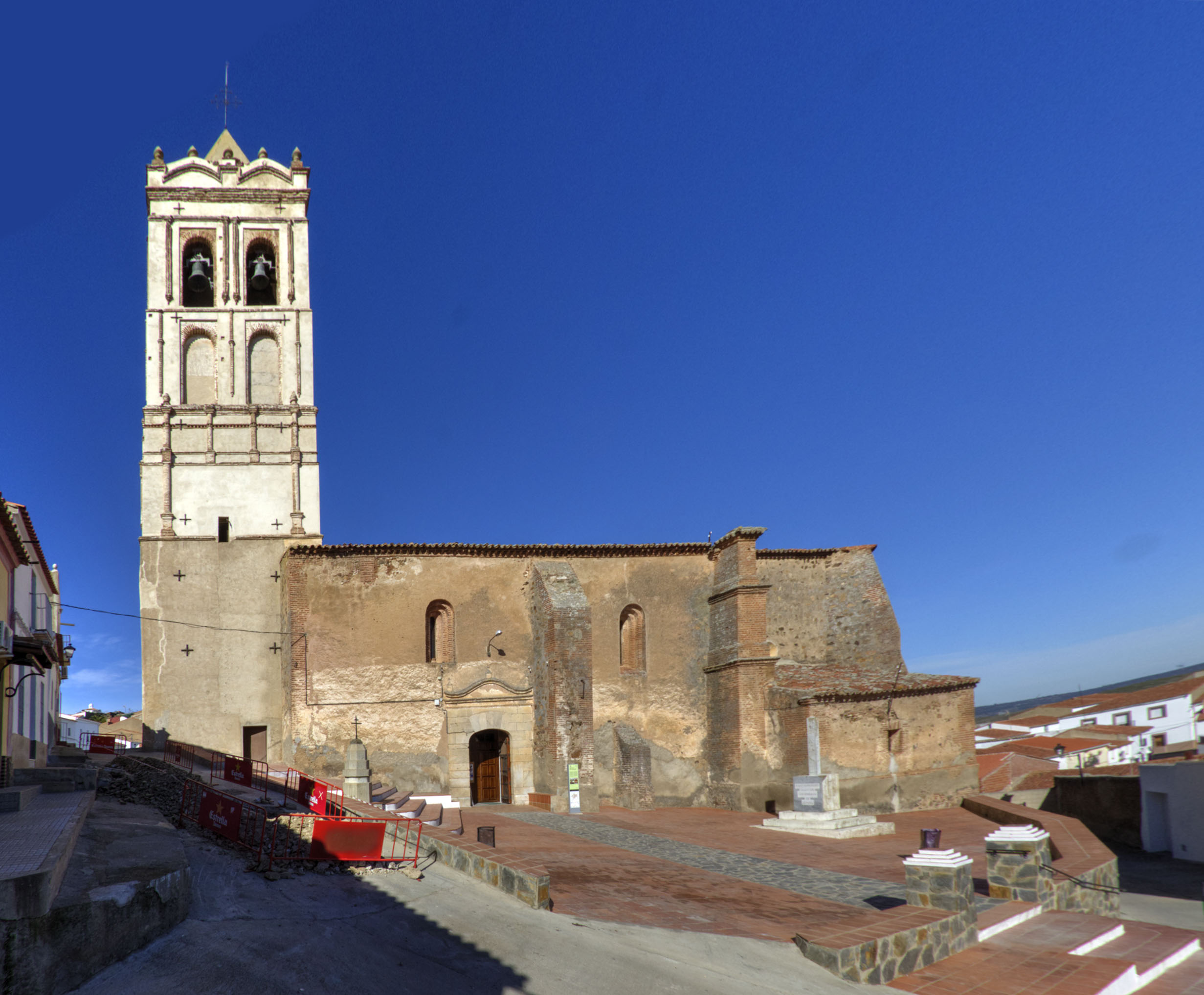
Iglesia parroquial de San Sebastián.

Según algunas tradiciones, el núcleo primitivo poblacional de la zona se llamaba «Gera de Jarandilla» o «Gera de los Godos». El inicio de la repoblación de la zona, que se correspondía con los primeros tiempos de la época cristiana, fue obra de Pelay Pérez Correa, que tuvo el cargo de  Maestre de la Orden de Santiago entre los años 1242 y 1275. El Maestre Pelay Pérez estuvo muy relacionado con la construcción de una ermita que todavía se conserva y que está bajo la advocación de  Nuestra Señora de Tentudia. La ermita actual la reedificó Juana Muñoz Barata y Ayala en el año 1779 aprovechando los restos de la antigua ermita.
Más adelante, en 1594, pasó a llamarse  «Llera de Hornachos» y formaba parte de la provincia de León de la Orden de Santiago y contaba con 228 vecinos pecheros.
A la caída del Antiguo Régimen la localidad se constituyó en municipio constitucional en la región de Extremadura. Desde 1834 quedó integrado en el Partido judicial de Llerena. En el censo de 1842 contaba con 220 hogares y 840 vecinos.

## Demografía
Llera cuenta con una población de 802 habitantes (INE 2024).
| Gráfica de evolución demográfica de Llera entre 1842 y 2021                                                           |
| |
| Población de derecho según los censos de población del INE. Población de hecho según los censos de población del INE. |

## Patrimonio
Iglesia parroquial católica bajo la advocación de San Sebastián, en la Archidiócesis de Mérida-Badajoz. fue comenzada  su edificación en el siglo XV y terminada en el  XVI. Consta de nave única con cabecera plana. La nave, que es de amplias proporciones, está dividida en dos tramos separados por un arco de medio punto que arranca de dos gruesas  semicolumnas. La cabecera es un poco más estrecha que la nave y va separada  de ella por un gran arco toral de medio punto en ladrillo. Tanto la nave, como la cabecera se cubren con bóvedas de crucería, con nervios también de ladrillo pintados simulando sillares y las claves de piedra pintadas de rojo y oro, igual que las ménsulas de las que arrancan los nervios de la bóveda.
El edificio, que se alza exento en medio de una plaza presenta adosadas por ambos costados la sacristía y una capilla de gran cuerpo. La sacristía se cubre con bóveda de cañón y dos impostas corridas recorren la parte lata de sus muros longitudinales. La capilla se abre a la nave por un arco de medio punto, cerrado con una verja, y se cubre con bóveda de cañón. En uno de sus muros pueden observarse lápidas. En el exterior también conserva una pequeña ventana de ladrillo de medio punto tapiada. Destaca su torre, de planta cuadrada y situada a los pies del templo. Obra de factura mudéjar con casi 40 m de altura. La torre consta al exterior de cuatro cuerpos, tres de ellos tapiados y el último en el que se encuentran las campanas. La torre se encuentra rematada con balaustrada y por un chapitel moderno, resultado de la reparación al que fue sometido tras ser alcanzado por un rayo a principio de los años ochenta. Es de plata octogonal y con perímetro de pináculos (remates ornamentales  en forma de copas).
El Retablo Mayor en el interior del templo destaca esta pieza, cuya compleja realización se extendió desde 1578 al sevillano  Francisco Isidro de Aguilar y al flamenco  Rodrigo  Lucas. Participaron también en su realización los entalladores Andrés de Ocampo, Juan Bautista el Joven, Cristóbal Gutiérrez, Juan Oviedo de la Bandera. Se trata de una notable obra de severo diseño clasicista, de grandes dimensiones, compuesta por un banco, tres cuerpos y un remate. El remate es un frontón curvo con un medallón en el que figura la imagen de Santiago Matamoros. El programa iconográfico desarrolla  un amplio repertorio  de tallas y pinturas de diversas características y autores. En 1616 se encargaron las pinturas a los pacenses Sebastián Salguero y Gonzalo Sánchez Picaldo. Ellos también fueron los encargados del dorado  de la máquina. Entre las figuraciones aparecen pinturas de diferentes santos y escenas de Jesús y María, sobresaliendo entre las imágenes la del titular, San Sebastián. Las pinturas del banco representan a los padres de la iglesia.
Destaca así mismo, el Sagrario del Retablo Mayor, el retablo lateral, el coro y la sillería del sotocoro de madera tallada y de sobresaliente mérito, el confesionario y la Pila Bautismal de cantería labrada y que presenta un típico pie con una basa gótica que sostiene la pila gallonada
Ermita de Nuestra Señora de Tentudía. Se trata de una sencilla construcción del siglo XVI de reducidas proporciones, integrada en el caserío y dedicada a la advocación de Nuestra Señora de Tentudía. Su planta es rectangular, con cúpula en la cabecera y atrio en los pies. La obra actual es la reedificada en 1.779 por el Maestre santiaguista Pelay Pérez Correa sobre los restos de la originaria por Doña Ana Muñoz Barata y Ayala.
Ermita de Santa Ana. Se localiza dentro del casco urbano. Es una ermita  de sencilla planta y reducidas dimensiones que prevalece como recuerdo de una desaparecida fundación conventual franciscana. Esta fue fundada en 1.575 bajo la advocación a Santa Ana. El convento de terciarias franciscanas fue trasladado a finales del siglo XVII a Los Santos de Maimona. De singular importancia son las pinturas murales de carácter popular-religioso que presenta su cúpula de media naranja sobre pechinas, cubierta con bóveda de cañón. Los dibujos están realizados en tonos negros y rojos y el tema principal de la misma es la coronación de la Virgen María, la escena representada es la coronación por Dios Padre y Jesús acompañados de ángeles músicos. Sobre las tres figuras aparece una paloma símbolo del espíritu Santo. El coro de ángeles utiliza, siguiendo la usual iconografía medieval, instrumentos musicales como guitarras y arpas. En la clave, centro de la cúpula, se representa un sol que pudiera ser la representación de Dios, rodeado de numerosos angelotes y ángeles músicos. Sobre las pechinas aparecen los cuatro evangelistas, acompañados de la inscripción de sus respectivos nombres y sus símbolos: San Marcos está acompañado por el León,  San Juan del águila, San Lucas por el toro y San Mateo aparece acompañado por un ángel. En la parte inferior hay una balaustrada  que recorre toda la parte inferior de la cúpula sobre los que asoman los “putti” o angelotes , o cabezas aladas.
Ermita de San Bartolomé: situada a las afueras en la finca Las Carbonera y que algunas fuentes citan como la parroquia primitiva.  Su construcción fue aproximadamente hacia 1550. Evocada en honor al patrón de la localidad y sobre su ubicación de la que existe una leyenda popular conocida como la “Piedra Blanca”.
Casa de la Encomienda: Perteneciente a la Orden de Santiago. Se encontraba en mal estado en 1.494 lo que hace que en 1.498 se cierren algunas dependencias. La casa era de una sola planta con corral, alrededor de la cual se organizaban el resto de las dependencias. En 1.757 se hace  otra casa en el mismo terreno que la anterior debido al ruinoso estado en el que se encontraba. Dicha casa existe en la actualidad conservando prácticamente la misma forma.
Fuente de Arriba: Edificación que data del siglo XVI. Tradicionalmente las mozas iban a por agua, cuenta con dos caños, el bueno y el malo. Recientemente ha sido redescubierto, lo que los mayores de la villa dicen que se llamaba el “Atanor” y que fue sepultado durante la guerra civil española.
Conjunto de chozos y zahúrdas y cercas de la finca "Las Mil Y Quinientas". Declarados BIEN DE INTERÉS CULTURAL. La finca donde se localiza el conjunto, en medio de un paisaje cultural de enorme interés etnológico, tiene 500 hectáreas y es de propiedad municipal, delimitada con una cerca de piedra que la circunda. A su vez, el río Matachel sirve de delimitación en uno de los extremos de la finca. El número total de chozos con zahúrdas que tenían vigencia en la extensión acotada era de varios centenares, si bien en la actualidad se conservan en buen estado alrededor de medio centenar. La tipología de chozo que se observa en el paraje responde a la típica construcción de planta circular en piedra seca con mortero de tierra con techumbre realizada mediante el sistema de falsa cúpula.
Anexo al chozo, suelen construirse cercados para ganado porcino, que tendrán mayor o menor extensión en función del número de animales mantenidos. Del mismo modo, algunos incluyen cámaras de cría para los lechones.